# Zygogynum bicolor
Espèce
Zygogynum bicolor est une espèce de plantes à fleurs de la famille des Winteraceae. C'est un arbre endémique à la Nouvelle-Calédonie

## Description
C'est un petit arbre de 10 m de haut.
Les fleurs blanches, crème ou roses, sont pédicellées et solitaires sur inflorescences partielles.

## Répartition et habitat
La plante est endémique à la partie centrale de la Grande Terre, en forêt dense humide, sur des sols d'alluvions plus ou moins profonds de substrat ultramafique ou sédimentaire.